# 리넷 커런

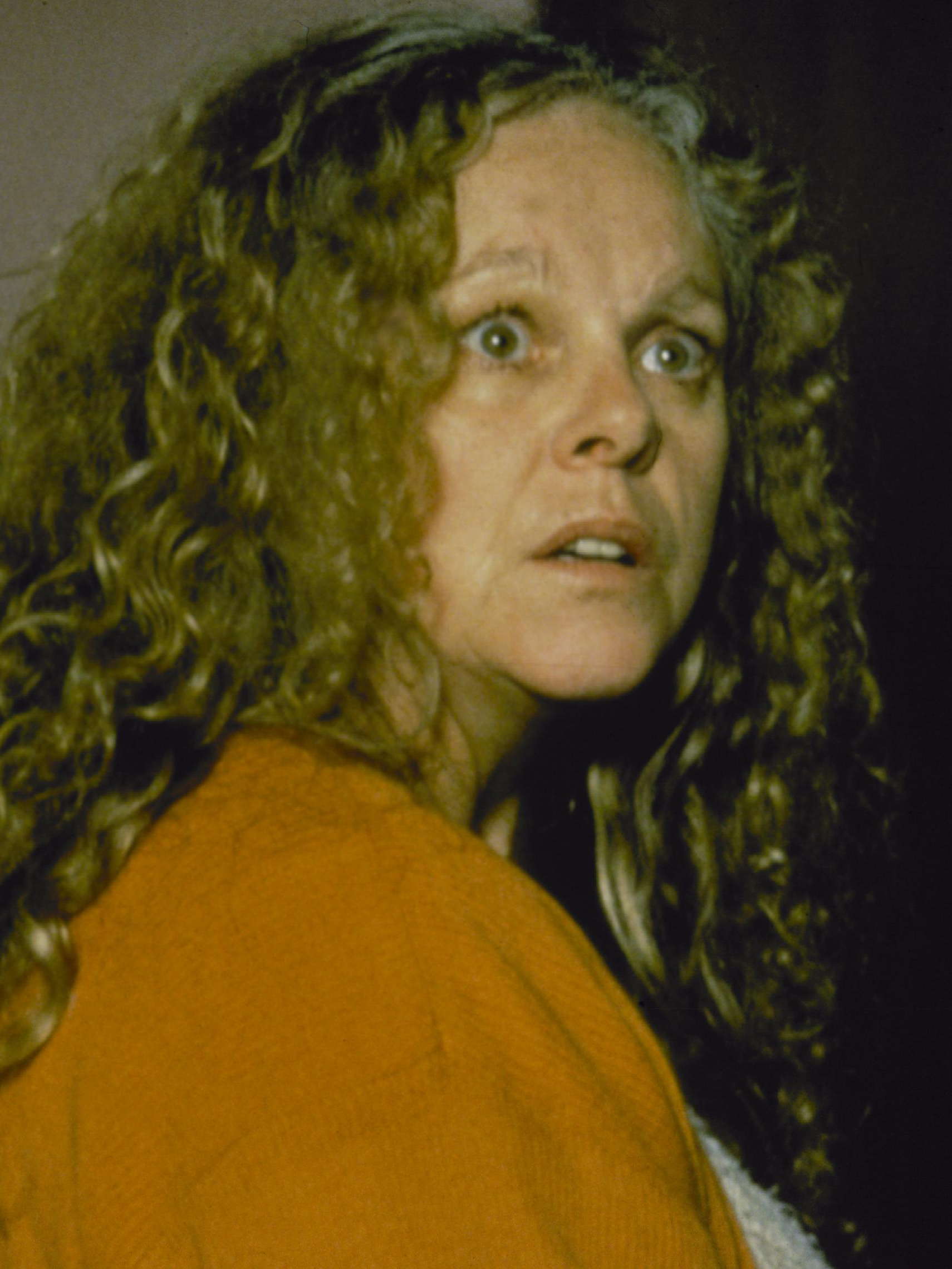

리넷 커런(영어: Lynette Curran, 1945년 1월 1일 ~ )은 오스트레일리아의 배우이다.

## 출연 작품
- 버디 (2018년)
- 클레버맨 (2016년)
- 디즈 파이널 아워스 (2013년)
- 프라임 무버 (2009년)
- 헐리웃과 맞장뜨기: 호주 B무비의 세계 (2008년)
- 스토리스 오브 로스트 소울스 (2005, Stories of Lost Souls)
- Love My Way (2004년)
- 아찔한 십대 (2004년)
- 어느 일본인 이야기 (2003년)
- 마이 마더 프랭크 (2000년)
- 더 보이즈 (1998, The Boys)
- 프레이즈 (1998년)
- 스위밍 (1990년)
- 18세의 불장난 (1989년)
- 폼페이의 비밀 (1988년)
- 느힐로 가는 길 (1997, Road to Nhill)
- 사랑하기엔 아직 일러요 (1987년)
- 블리스 (1985년)
- 히트웨이브 (1982년)
- 앨빈 퍼플 (1973년)

### 텔레비전
- 올 세인츠 (1998-2006)